# M/S Povl Anker
M/S Povl Anker är en dansk färja, som trafikerar rutter från Rönne på Bornholm.
M/S Povl Anker byggdes 1978 av Aalborg Værft för Bornholmstrafikken A/S i Rønne och sattes från december 1978 in på rutterna Rønne-Köpenhamn och Rønne-Ystad. Ålborg Værft byggde året därpå också systerfärjan M/S Jens Kofoed, senare M/S Eckerö, för samma rederi. Povl Anker byggdes om år 2000 och 2001.
Povl Anker har från 2005 varit reservfärja för rederiet Bornholmerfærgen, från 2010 för Danske Færgers dotterbolag Bornholmerfærgen, och är från september 2018 reservfärja för rederiet Molslinjen/Bornholmslinjen. Hon används bland annat om våghöjden är för hög för de snabbgående katamaraner som respektive rederi använt för rutterna mellan Rönne och Ystad respektive Sassnitz.
Hon ägs sedan 2016 av Bornholmslinjens moderföretag Molslinjen, som från september 2018 har koncessionen på färjetrafiken på Rönne.